# Gelbe Wiesenameise
Die Gelbe Wiesenameise oder Gelbe Wegameise, auch Bernsteingelbe Ameise (Lasius flavus) ist eine der häufigsten Ameisen in Mitteleuropa. Sie gehört in der Unterfamilie der Schuppenameisen (Formicinae) zur Gattung der Wegameisen (Lasius) und innerhalb dieser zur Untergattung Cautolasius.

## Merkmale
Die Arbeiterinnen sind 2 bis 4,5 Millimeter lang. Die Farbe variiert zwischen einem zarten Gelb und Braungelb. Sie sind sehr leicht mit Exemplaren anderer gelber Wegameisen-Arten zu verwechseln.
Die Geschlechtstiere sind sehr viel dunkler gefärbt. Die Königin ist 7 bis 9 Millimeter lang, die kleineren Männchen 3 bis 4 Millimeter. Sie schwärmen von Juni bis September und halten, wie alle mitteleuropäischen Arten, eine Winterruhe.

## Verbreitung und Lebensraum
Das Verbreitungsgebiet erstreckt sich über Europa, Asien, Nordafrika und den Osten Nordamerikas.
Die Gelbe Wiesenameise ist in vielen Gärten mit größeren Rasenflächen, auf Wiesen und Waldrändern anzutreffen und nimmt auch feuchte Standorte. Sie legt ihre Erdnester oft unter Steinen an und errichtet umfangreiche Erdhügel, die oft komplett von Gras überwachsen sind. Im Naturschutzgebiet Dellenhäule im württembergischen Ostalbkreis gibt es eine „Ameisenstadt“, die mit tausenden mit Gräsern und Kräutern überwachsenen Nesthügeln das weltweit größte Vorkommen einer Ameisenart ist.

## Lebensweise
Sie ernährt sich fast ausschließlich von Honigtau, welcher von Wurzelläusen, die in den unterirdischen Nestern gezüchtet werden, ausgeschieden wird. Wegen dieser Art der Nahrungsversorgung verlässt die Gelbe Wiesenameise selten das Nest, um nach Nahrung zu suchen. Darum haben die Nester kaum Ausgänge.
Die Geschlechtstiere schwärmen hauptsächlich an warmen Hochsommertagen. Die Koloniegründung erfolgt oft durch mehrere Königinnen (Pleometrose). Später findet ein Kampf unter den Königinnen statt, sodass nur eine übrig bleibt und die Kolonie in eine Monogyne übergeht.

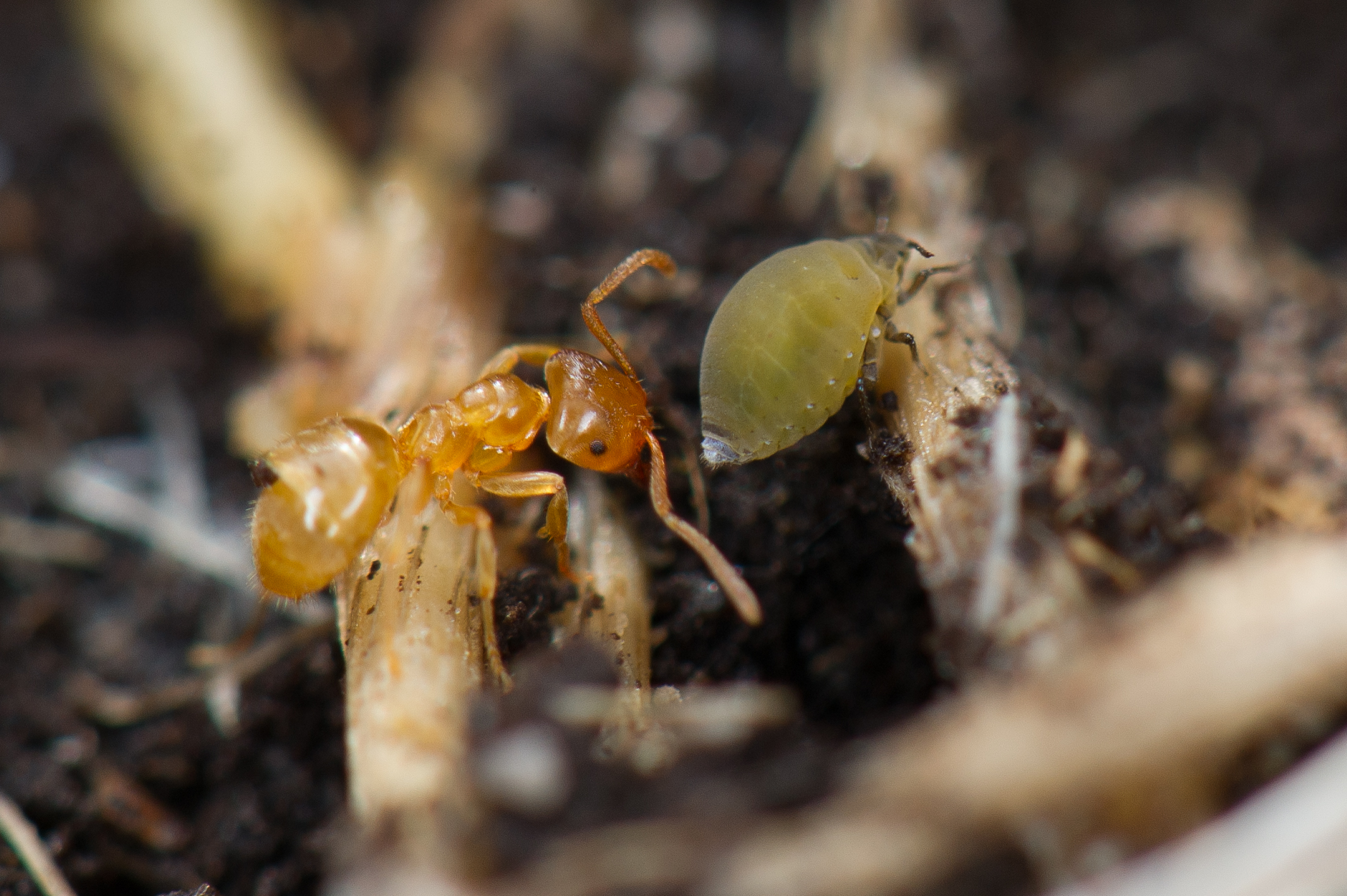
Arbeiterin mit Wurzellaus
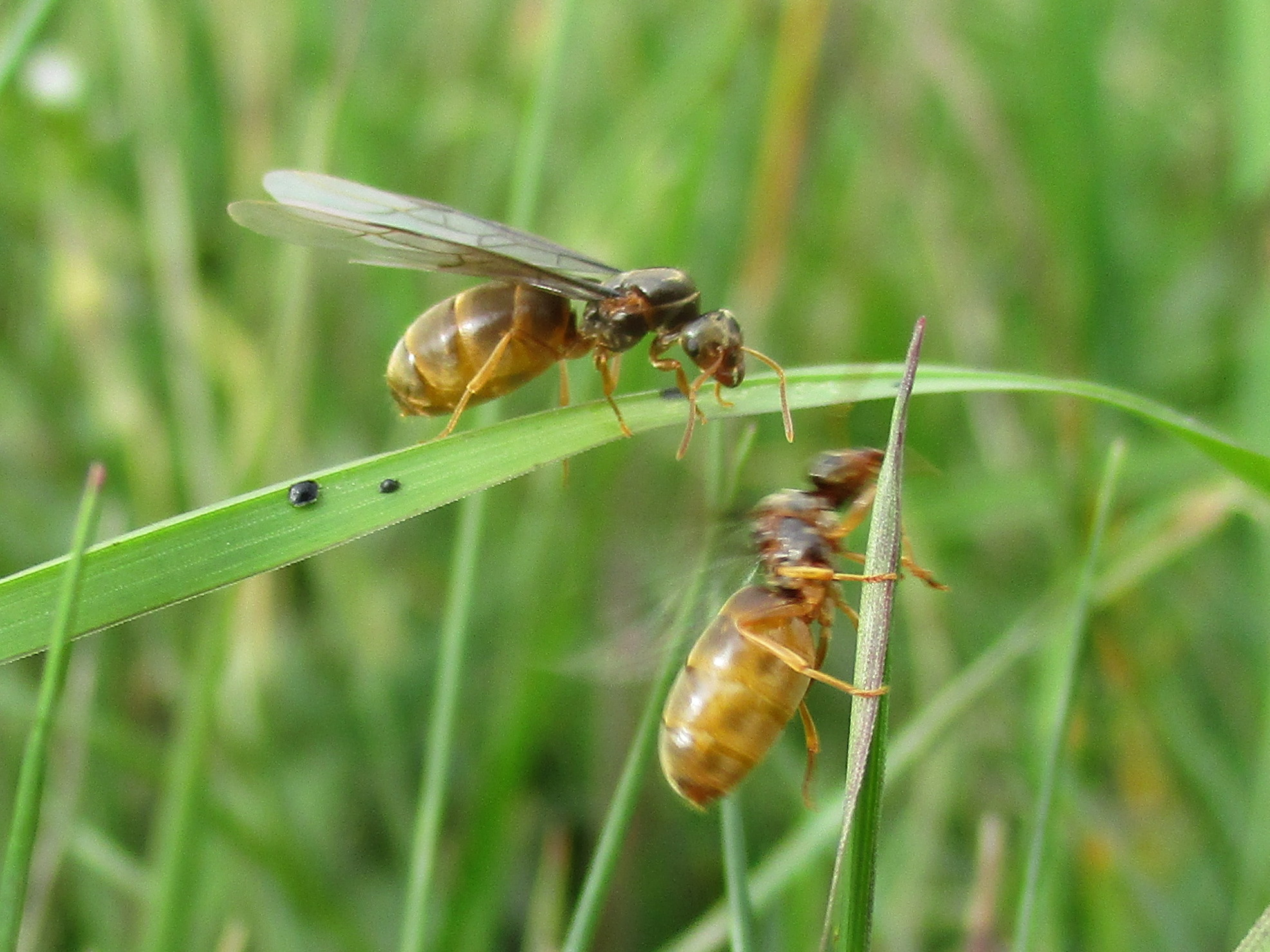
Geflügelte Königinnen
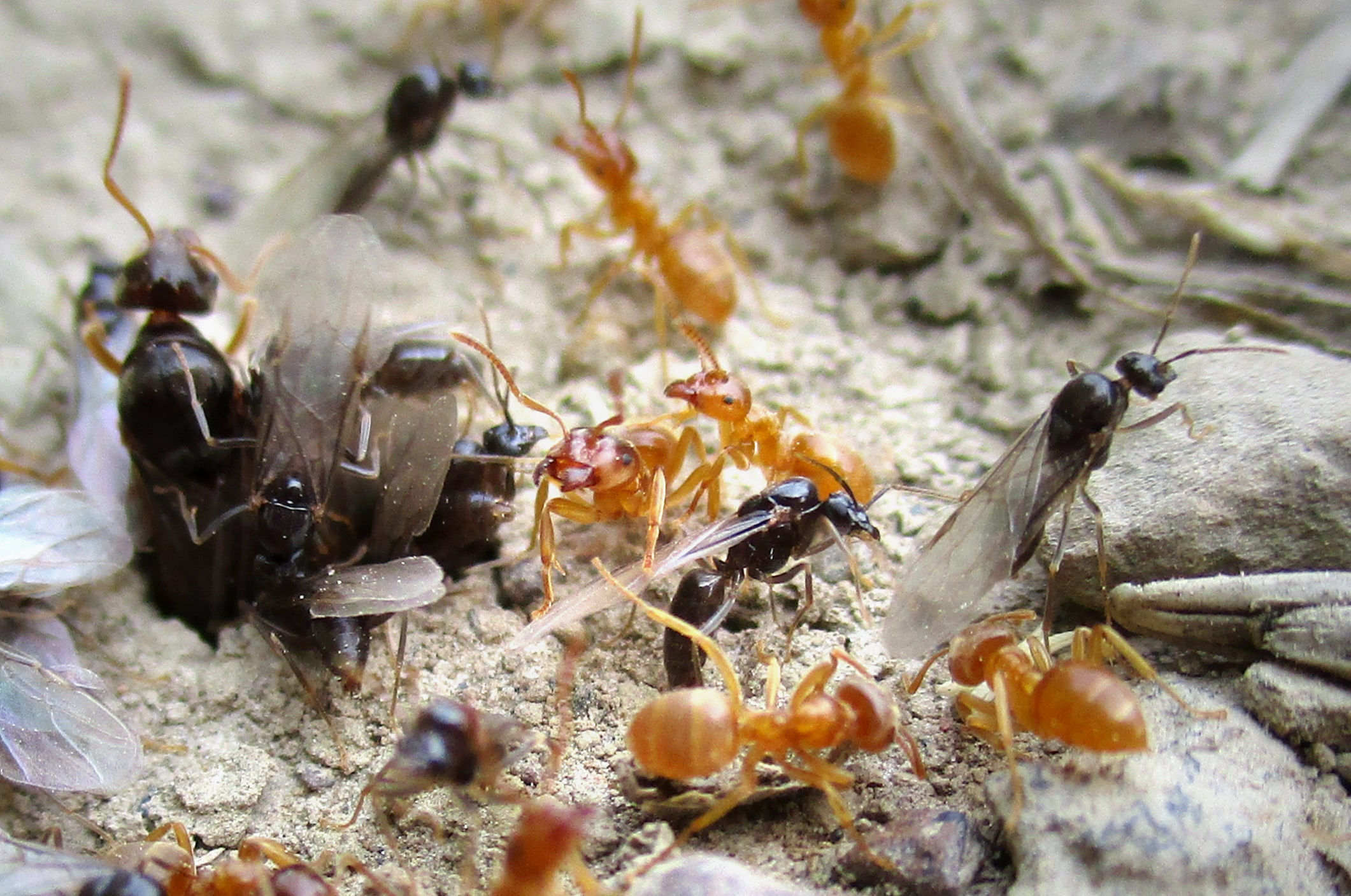
Männchen und Königinnen verlassen das Erdnest
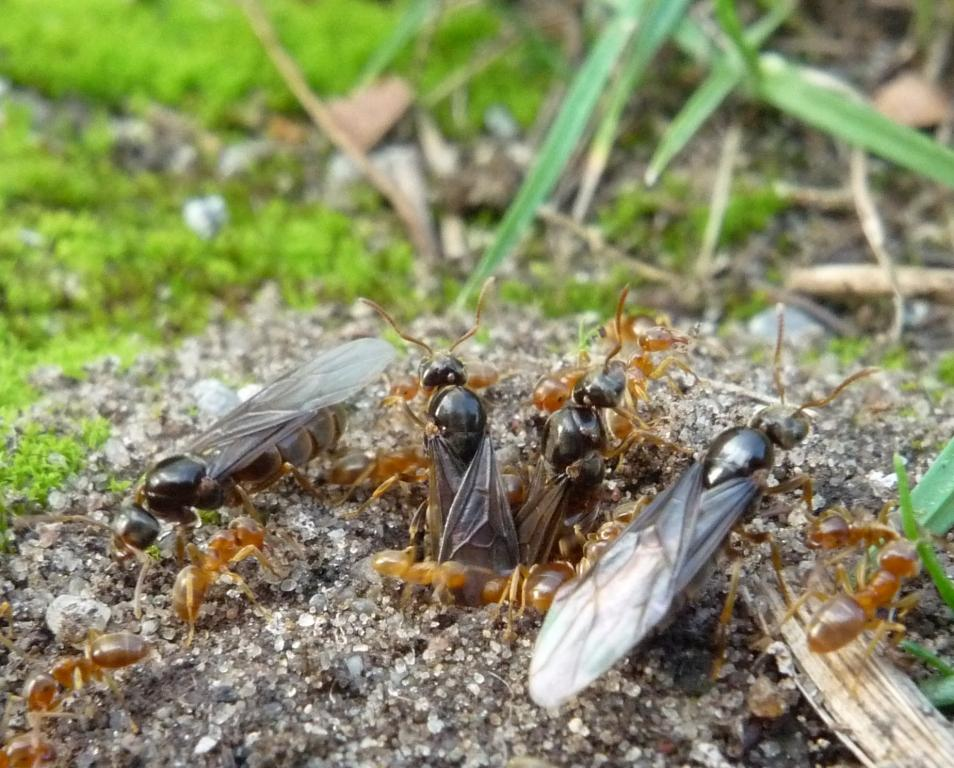
Erdnest der Gelben Wiesenameise
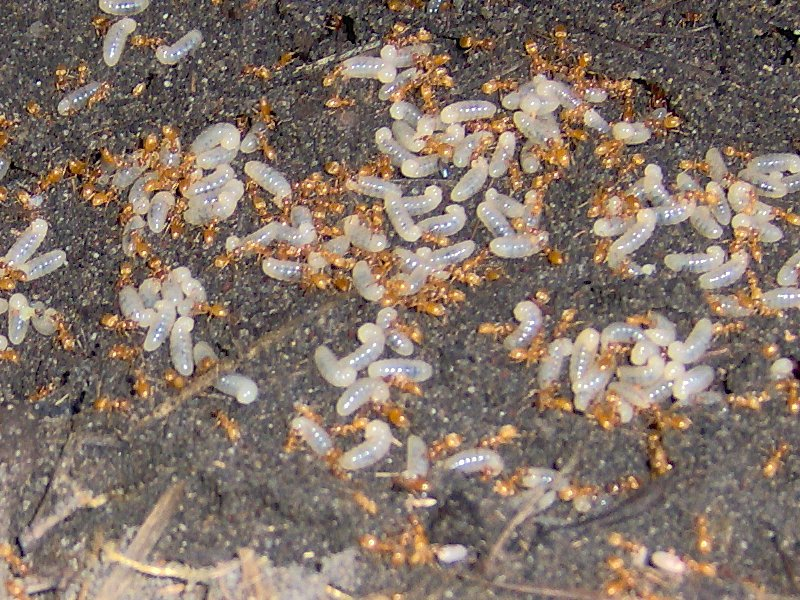
Arbeiterinnen mit Larven
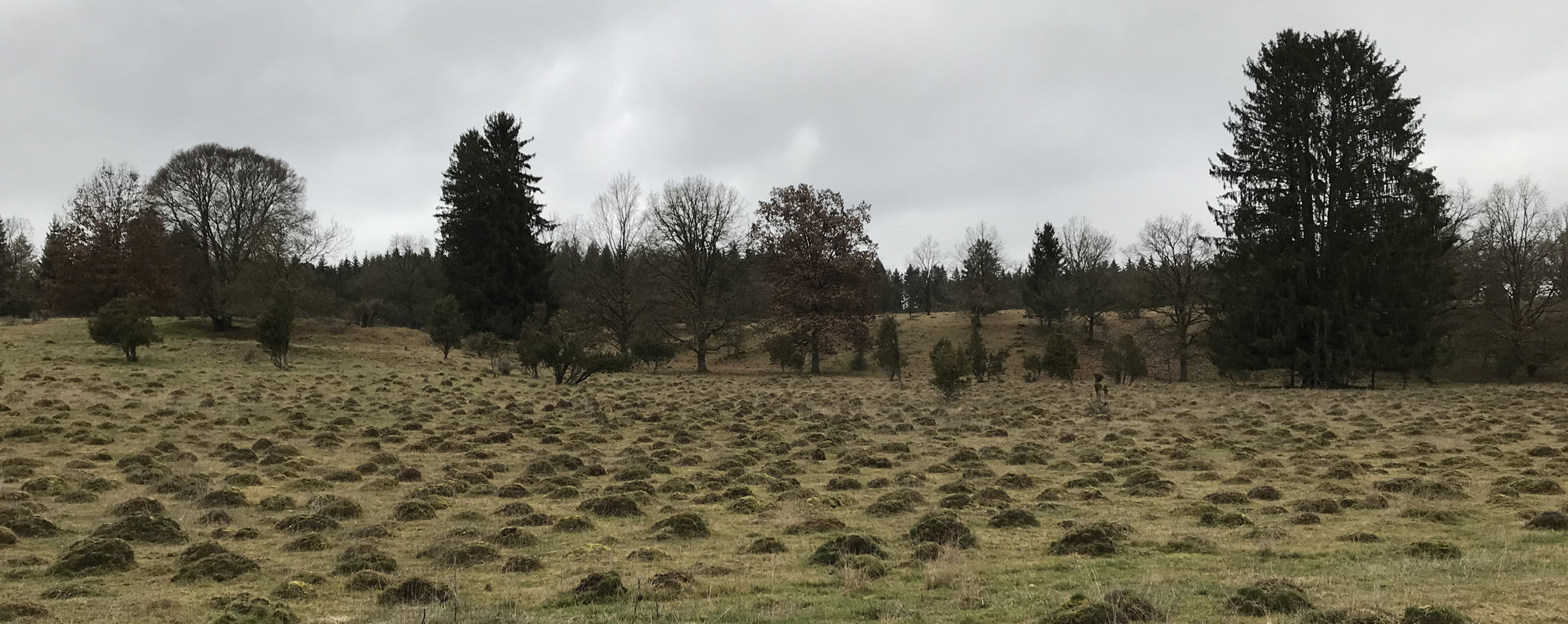
„Ameisenstadt“ im Naturschutzgebiet Dellenhäule mit Nesthügeln der Gelben Wiesenameise
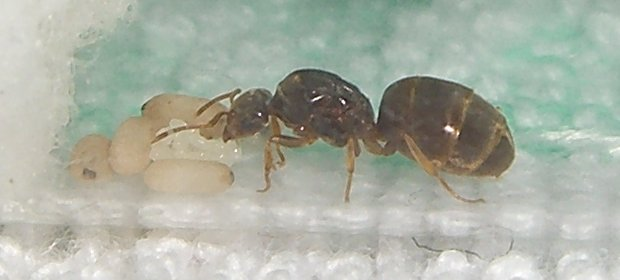
Königin der Gelben Wiesenameise